# 1. Fußball-Club Saarbrücken 2012-2013
Questa voce raccoglie le informazioni riguardanti il 1. Fußball-Club Saarbrücken nelle competizioni ufficiali della stagione 2012-2013.

## Stagione
Nella stagione 2012-2013 il Saarbrücken, allenato da Jürgen Luginger, concluse il campionato di 3. Liga all'11º posto. In Coppa di Germania il Saarbrücken fu eliminato al primo turno dallo Schalke 04.

## Rosa
| N. |                        | Ruolo | Calciatore       |
| -- | ---------------------- | ----- | ---------------- |
| 1  | Albania (bandiera)     | P     | Enver Marina     |
| 2  | Canada (bandiera)      | D     | Adam Straith     |
| 3  | Germania (bandiera)    | D     | Lukas Kohler     |
| 4  | Germania (bandiera)    | C     | Kevin Maek       |
| 5  | Germania (bandiera)    | D     | Pascal Pellowski |
| 6  | Germania (bandiera)    | C     | Christian Eggert |
| 7  | Germania (bandiera)    | C     | Sven Sökler      |
| 8  | Germania (bandiera)    | C     | Tim Kruse        |
| 9  | Azerbaigian (bandiera) | A     | Kiyan Soltanpour |
| 10 | Germania (bandiera)    | C     | Marius Laux      |
| 11 | Germania (bandiera)    | C     | Markus Hayer     |
| 13 | Turchia (bandiera)     | C     | Ufuk Özbek       |
| 14 | Germania (bandiera)    | C     | Serkan Göcer     |
| 15 | Germania (bandiera)    | C     | Markus Pazurek   |

| N. |                     | Ruolo | Calciatore         |
| -- | ------------------- | ----- | ------------------ |
| 16 | Germania (bandiera) | D     | Frederic Ehrmann   |
| 17 | Germania (bandiera) | D     | Tim Knipping       |
| 18 | Germania (bandiera) | D     | Nicolas Jüllich    |
| 19 | Germania (bandiera) | D     | Marc Lerandy       |
| 20 | Germania (bandiera) | P     | Michael Müller     |
| 21 | Germania (bandiera) | C     | Yannick Bach       |
| 22 | Germania (bandiera) | C     | Manuel Stiefler    |
| 23 | Germania (bandiera) | P     | Benedikt Fernandez |
| 24 | Germania (bandiera) | A     | Jaron Schäfer      |
| 27 | Germania (bandiera) | A     | Felix Dausend      |
| 29 | Germania (bandiera) | A     | Marcel Sökler      |
| 33 | Germania (bandiera) | D     | Arthur Schneider   |
| 36 | Germania (bandiera) | D     | Tim Stegerer       |
| 38 | Germania (bandiera) | A     | Marcel Ziemer      |

## Organigramma societario
Area tecnica
- Allenatore: Jürgen Luginger
- Allenatore in seconda: Andreas Fellhauer
- Preparatore dei portieri: Heinz Böhmann
- Preparatori atletici:

## Calciomercato

### Sessione estiva
| Acquisti | Acquisti         | Acquisti             | Acquisti |
| R.       | Nome             | da                   | Modalità |
| -------- | ---------------- | -------------------- | -------- |
| C        | Serkan Göcer     | RW Oberhausen        |          |
| C        | Markus Hayer     | Kickers Offenbach    |          |
| D        | Nicolas Jüllich  | Bayern Monaco II     |          |
| D        | Tim Knipping     | Hessen Kassel        |          |
| C        | Kevin Maek       | Alemannia Aquisgrana |          |
| P        | Michael Müller   | Wolfsburg II         |          |
| D        | Pascal Pellowski | Elversberg           |          |
| D        | Arthur Schneider | Saarbrücken U19      |          |
| A        | Marcel Sökler    | SGV Freiberg         |          |
| D        | Tim Stegerer     | SV Auersmacher       |          |

| Cessioni | Cessioni        | Cessioni               | Cessioni |
| R.       | Nome            | a                      | Modalità |
| -------- | --------------- | ---------------------- | -------- |
| P        | Andy Hubert     | Bonner                 |          |
| A        | Markus Fuchs    | Eintracht Treviri      |          |
| D        | Martin Forkel   | Borussia Neunkirchen   |          |
| C        | Abdul Kizmaz    | Borussia Neunkirchen   |          |
| D        | Alexander Otto  | Saarbrücken II         |          |
| A        | Giuseppe Pisano | Borussia M'gladbach II |          |
| C        | Stephan Sieger  | Astoria Walldorf       |          |
| A        | Johannes Wurtz  | Werder Brema           |          |

### Sessione invernale
| Acquisti | Acquisti         | Acquisti             | Acquisti |
| R.       | Nome             | da                   | Modalità |
| -------- | ---------------- | -------------------- | -------- |
| A        | Kiyan Soltanpour | Borussia Dortmund II |          |

| Cessioni | Cessioni | Cessioni | Cessioni |
| R.       | Nome     | a        | Modalità |
| -------- | -------- | -------- | -------- |

## Risultati

### 3. Liga

#### Girone di andata
| Arbitro: | Dittrich |

|  |           |            |
|  | Marcatori | 55’ Ziemer |

| Arbitro: | Leicher |

|  |           |            |
|  | Marcatori | 47’ Thomik |

| Arbitro: | Blos |

|                    |           |                            |
| Klos 32’, 38’, 90’ | Marcatori | 28’ (rig.) Özbek 90’ Kruse |

| Arbitro: | Unger |

|             |           |                     |
| Straith 31’ | Marcatori | 51’ Rösler 83’ Borg |

| Arbitro: | Weickenmeier |

|              |           |                      |
| Demirbay 77’ | Marcatori | 8’ Laux 62’ Stegerer |

| Arbitro: | Siewer |

|                          |           |  |
| Kohler 4’, 78’ Hayer 45’ | Marcatori |  |

| Arbitro: | Aarnink |

|                      |           |                                   |
| Lerandy 65’ Maek 82’ | Marcatori | 28’ (aut.) Stegerer 32’ Reinhardt |

| Arbitro: | Winkmann |

|                                            |           |  |
| Gordon 59’ Hennings 64’ van der Biezen 78’ | Marcatori |  |

| Arbitro: | Jablonski |

|  |           |                        |
|  | Marcatori | 32’ Tunjić 73’ Möhwald |

| Arbitro: | Beitinger |

|                      |           |                     |
| Braun-Schumacher 11’ | Marcatori | 2’ Ziemer 9’ Kohler |

| Arbitro: | Sönder |

|                      |           |                                                |
| Jüllich 15’ Laux 52’ | Marcatori | 1’ Welzmüller 37’, 62’ (rig.) Thee 84’ Fischer |

| Arbitro: | Kunzmann |

|  |           |            |
|  | Marcatori | 64’ Ziemer |

| Saarbrücken 6 ottobre 2012, ore 14:00 CEST 13ª giornata | Saarbrücken | 0 – 0 referto | Preußen Münster | Ludwigsparkstadion (4 227 spett.)\| Arbitro: \| Rohde \| |
| Arbitro:                                                | Rohde       |               |                 |                                                          |

| Arbitro: | Göpferich |

|                              |           |                 |
| Kegel 21’, 48’ Fink 26’, 56’ | Marcatori | 72’ (rig.) Laux |

| Arbitro: | Beitinger |

|                                       |           |           |
| Eggert 17’ Ziemer 32’ Laux 58’ (rig.) | Marcatori | 33’ Latza |

| Arbitro: | Unger |

|                       |           |  |
| Weilandt 16’ Plat 35’ | Marcatori |  |

| Arbitro: | Steinberg |

|                                 |           |                                     |
| Sökler 22’ Ziemer 27’ Kruse 74’ | Marcatori | 3’ Janjić 17’ Vunguidica 45’ Herzig |

| Arbitro: | Storks |

|                                     |           |  |
| Thurk 5’ Endres 19’ Schnatterer 75’ | Marcatori |  |

| Arbitro: | Giese |

|                                         |           |  |
| Ziemer 3’, 26’, 70’ Laux 22’ Sökler 62’ | Marcatori |  |

#### Girone di ritorno
| Saarbrücken 1º dicembre 2012, ore 14:00 CET 20ª giornata | Saarbrücken | 0 – 0 referto | Stoccarda II | Ludwigsparkstadion (3 284 spett.)\| Arbitro: \| Valentin \| |
| Arbitro:                                                 | Valentin    |               |              |                                                             |

| Arbitro: | Dingert |

|                                    |           |  |
| Manno 49’ Beermann 51’ Neumann 54’ | Marcatori |  |

| Arbitro: | Gerach |

|                             |           |                                        |
| Sökler 5’ Appiah 73’ (aut.) | Marcatori | 15’, 35’ Klos 70’ Testroet 87’ Glasner |

| Arbitro: | Petersen |

|                        |           |  |
| Kefkir 29’ Marquet 75’ | Marcatori |  |

| Arbitro: | Stein |

|                     |           |                                                   |
| Ziemer 8’, 67’, 86’ | Marcatori | 56’ Halstenberg 65’ Benatelli 84’ (rig.) Bakalorz |

| Arbitro: | Heft |

|                     |           |              |
| Çınar 31’ Thiel 60’ | Marcatori | 54’ Stegerer |

| Arbitro: | Christ |

|                       |           |  |
| Fetsch 2’ (rig.), 22’ | Marcatori |  |

| Saarbrücken 23 febbraio 2013, ore 14:00 CET 27ª giornata | Saarbrücken | 0 – 0 referto | Karlsruhe | Ludwigsparkstadion (5 130 spett.)\| Arbitro: \| Siewer \| |
| Arbitro:                                                 | Siewer      |               |           |                                                           |

| Arbitro: | Jablonski |

|                |           |                      |
| Engelhardt 71’ | Marcatori | 12’ Özbek 65’ Eggert |

| Arbitro: | Schmickartz |

|                                |           |  |
| Bach 44’ Eggert 86’ Ziemer 90’ | Marcatori |  |

| Unterhaching 15 marzo 2013, ore 19:00 CET 30ª giornata | Unterhaching | 0 – 0 referto | Saarbrücken | Sportpark (1 150 spett.)\| Arbitro: \| Sönder \| |
| Arbitro:                                               | Sönder       |               |             |                                                  |

| Arbitro: | Weickenmeier |

|                             |           |           |
| Ziemer 54’ (rig.) Petry 79’ | Marcatori | 72’ Kühne |

| Arbitro: | Jablonski |

|                                  |           |                              |
| Bischoff 24’ Kara 50’ Taylor 59’ | Marcatori | 63’, 90’ Stiefler 66’ Ziemer |

| Arbitro: | Aarnink |

|                        |           |  |
| Stiefler 2’ Kohler 74’ | Marcatori |  |

| Arbitro: | Dittrich |

|               |           |                       |
| Steegmann 89’ | Marcatori | 49’ Sökler 64’ Ziemer |

| Arbitro: | Beitinger |

|            |           |            |
| Ziemer 51’ | Marcatori | 70’ Starke |

| Arbitro: | Gerach |

|                                      |           |             |
| Zięba 16’ Mintzel 72’ Vunguidica 78’ | Marcatori | 2’ Stiefler |

| Arbitro: | Thomsen |

|            |           |                        |
| Kohler 32’ | Marcatori | 28’, 38’ Niederlechner |

| Arbitro: | Steinberg |

|                                |           |            |
| Furuholm 54’ (rig.) Müller 64’ | Marcatori | 71’ Sökler |

### Coppa di Germania
| Arbitro: | Welz |

|  |           |                                                   |
|  | Marcatori | 23’ Papadopoulos 26’, 57’ Draxler 64’, 71’ Marica |

## Statistiche

### Statistiche di squadra
| Competizione      | Punti | In casa | In casa | In casa | In casa | In casa | In casa | In trasferta | In trasferta | In trasferta | In trasferta | In trasferta | In trasferta | Totale | Totale | Totale | Totale | Totale | Totale | DR  |
| Competizione      | Punti | G       | V       | N       | P       | Gf      | Gs      | G            | V            | N            | P            | Gf           | Gs           | G      | V      | N      | P      | Gf     | Gs     | DR  |
| ----------------- | ----- | ------- | ------- | ------- | ------- | ------- | ------- | ------------ | ------------ | ------------ | ------------ | ------------ | ------------ | ------ | ------ | ------ | ------ | ------ | ------ | --- |
| 3. Liga           | 45    | 19      | 6       | 7       | 6       | 33      | 26      | 19           | 6            | 2            | 11           | 19           | 36           | 38     | 12     | 9      | 17     | 52     | 62     | -10 |
| Coppa di Germania | -     | 1       | 0       | 0       | 1       | 0       | 5       | 0            | 0            | 0            | 0            | 0            | 0            | 1      | 0      | 0      | 1      | 0      | 5      | -5  |
| Totale            | 45    | 20      | 6       | 7       | 7       | 33      | 31      | 19           | 6            | 2            | 11           | 19           | 36           | 39     | 12     | 9      | 18     | 52     | 67     | -15 |

### Andamento in campionato
| Giornata  | 1 | 2 | 3  | 4  | 5  | 6 | 7 | 8  | 9  | 10 | 11 | 12 | 13 | 14 | 15 | 16 | 17 | 18 | 19 | 20 | 21 | 22 | 23 | 24 | 25 | 26 | 27 | 28 | 29 | 30 | 31 | 32 | 33 | 34 | 35 | 36 | 37 | 38 |
| --------- | - | - | -- | -- | -- | - | - | -- | -- | -- | -- | -- | -- | -- | -- | -- | -- | -- | -- | -- | -- | -- | -- | -- | -- | -- | -- | -- | -- | -- | -- | -- | -- | -- | -- | -- | -- | -- |
| Luogo     | T | C | T  | C  | T  | C | C | T  | C  | T  | C  | T  | C  | T  | C  | T  | C  | T  | C  | C  | T  | C  | T  | C  | T  | T  | C  | T  | C  | T  | C  | T  | C  | T  | C  | T  | C  | T  |
| Risultato | V | P | P  | P  | V  | V | N | P  | P  | V  | P  | V  | N  | P  | V  | P  | N  | P  | V  | N  | P  | P  | P  | N  | P  | P  | N  | V  | V  | N  | V  | N  | V  | V  | N  | P  | P  | P  |
| Posizione | 5 | 9 | 11 | 15 | 11 | 9 | 8 | 11 | 12 | 10 | 13 | 10 | 11 | 12 | 12 | 12 | 12 | 13 | 12 | 11 | 11 | 13 | 13 | 14 | 16 | 17 | 17 | 14 | 12 | 12 | 12 | 12 | 11 | 9  | 10 | 10 | 10 | 11 |

Legenda:

Luogo: C = Casa; T = Trasferta. Risultato: V = Vittoria; N = Pareggio; P = Sconfitta.

### Statistiche dei giocatori
| Giocatore     | 3. Liga  | 3. Liga | 3. Liga     | 3. Liga    | Coppa di Germania | Coppa di Germania | Coppa di Germania | Coppa di Germania | Totale   | Totale | Totale      | Totale     |
| Giocatore     | Presenze | Reti    | Ammonizioni | Espulsioni | Presenze          | Reti              | Ammonizioni       | Espulsioni        | Presenze | Reti   | Ammonizioni | Espulsioni |
| ------------- | -------- | ------- | ----------- | ---------- | ----------------- | ----------------- | ----------------- | ----------------- | -------- | ------ | ----------- | ---------- |
| Y. Bach       | 18       | 1       | 2           | 0          | 0                 | 0                 | 0                 | 0                 | 18       | 1      | 2           | 0          |
| F. Dausend    | 9        | 0       | 0           | 0          | 1                 | 0                 | 0                 | 0                 | 10       | 0      | 0           | 0          |
| C. Eggert     | 35       | 3       | 6           | 0          | 1                 | 0                 | 0                 | 0                 | 36       | 3      | 6           | 0          |
| F. Ehrmann    | 0        | 0       | 0           | 0          | 0                 | 0                 | 0                 | 0                 | 0        | 0      | 0           | 0          |
| B. Fernandez  | 18       | 0       | 1           | 0          | 0                 | 0                 | 0                 | 0                 | 18       | 0      | 1           | 0          |
| S. Göcer      | 8        | 0       | 0           | 0          | 0                 | 0                 | 0                 | 0                 | 8        | 0      | 0           | 0          |
| M. Hayer      | 13       | 1       | 2           | 0          | 1                 | 0                 | 0                 | 0                 | 14       | 1      | 2           | 0          |
| N. Jüllich    | 24       | 1       | 0           | 0          | 1                 | 0                 | 0                 | 0                 | 25       | 1      | 0           | 0          |
| T. Knipping   | 13       | 0       | 3           | 0          | 0                 | 0                 | 0                 | 0                 | 13       | 0      | 3           | 0          |
| L. Kohler     | 35       | 5       | 7           | 0          | 1                 | 0                 | 0                 | 0                 | 36       | 5      | 7           | 0          |
| T. Kruse      | 22       | 2       | 5           | 0          | 1                 | 0                 | 0                 | 0                 | 23       | 2      | 5           | 0          |
| M. Laux       | 32       | 5       | 4           | 0          | 1                 | 0                 | 0                 | 0                 | 33       | 5      | 4           | 0          |
| M. Lerandy    | 37       | 1       | 2           | 0          | 1                 | 0                 | 0                 | 0                 | 38       | 1      | 2           | 0          |
| K. Maek       | 29       | 1       | 6           | 0          | 1                 | 0                 | 0                 | 0                 | 30       | 1      | 6           | 0          |
| E. Marina     | 9        | 0       | 1           | 0          | 1                 | 0                 | 0                 | 0                 | 10       | 0      | 1           | 0          |
| M. Müller     | 11       | 0       | 1           | 0          | 0                 | 0                 | 0                 | 0                 | 11       | 0      | 1           | 0          |
| M. Pazurek    | 13       | 0       | 4           | 0          | 0                 | 0                 | 0                 | 0                 | 13       | 0      | 4           | 0          |
| P. Pellowski  | 3        | 0       | 0           | 0          | 0                 | 0                 | 0                 | 0                 | 3        | 0      | 0           | 0          |
| M. Petry      | 5        | 1       | 1           | 0          | 0                 | 0                 | 0                 | 0                 | 5        | 1      | 1           | 0          |
| A. Schneider  | 8        | 0       | 0           | 0          | 0                 | 0                 | 0                 | 0                 | 8        | 0      | 0           | 0          |
| J. Schäfer    | 1        | 0       | 1           | 0          | 0                 | 0                 | 0                 | 0                 | 1        | 0      | 1           | 0          |
| K. Soltanpour | 4        | 0       | 0           | 0          | 0                 | 0                 | 0                 | 0                 | 4        | 0      | 0           | 0          |
| T. Stegerer   | 37       | 2       | 4           | 0          | 1                 | 0                 | 0                 | 0                 | 38       | 2      | 4           | 0          |
| M. Stiefler   | 22       | 4       | 2           | 1          | 0                 | 0                 | 0                 | 0                 | 22       | 4      | 2           | 1          |
| A. Straith    | 23       | 1       | 2           | 0          | 1                 | 0                 | 0                 | 0                 | 24       | 1      | 2           | 0          |
| M. Sökler     | 15       | 0       | 0           | 0          | 0                 | 0                 | 0                 | 0                 | 15       | 0      | 0           | 0          |
| S. Sökler     | 37       | 5       | 6           | 0          | 1                 | 0                 | 0                 | 0                 | 38       | 5      | 6           | 0          |
| M. Ziemer     | 27       | 16      | 3           | 0          | 0                 | 0                 | 0                 | 0                 | 27       | 16     | 3           | 0          |
| U. Özbek      | 15       | 2       | 0           | 0          | 1                 | 0                 | 0                 | 0                 | 16       | 2      | 0           | 0          |